# Lida Lundgren
Lida Lundgren, född Stiernblad 15 april 1868 i Helsingborg, död 5 juli 1930 i Sankt Petri församling i Malmö, var en svensk rösträttsaktivist.
Hon var verksam i kampanjen för införandet av kvinnlig rösträtt i Sverige och ordförande för Föreningen för kvinnans politiska rösträtt i Trelleborg 1906–1912.